# Bill Kenwright
Bill Kenwright (Liverpool, 4 settembre 1945 – Liverpool, 24 ottobre 2023) è stato un attore, produttore teatrale e dirigente sportivo britannico.

## Biografia
Diplomatosi alla Liverpool Institute High School nel 1964, recitò in molte delle produzioni teatrali scolastiche, tra cui il Mercante di Venezia di William Shakespeare (nella parte di Shylock). Recitò inoltre sul palco del Mount St. Builgind (predecessore del Liverpool Institute for Performing Arts). Fu anche tesoriere della "Christian Union" ai tempi delle scuole.
Kenwright è stato tra i più grandi produttori teatrali britannici, conosciuto ai più per il longevo successo nel West End di Londra con Blood Brothers che infranse il record del tour di Joseph and the Amazing Technicolor Dreamcoat. Altre recenti produzioni nel West End includono Whistle Down The Wind al Palace Theatre, Festen a Londra e Broadway, The Big Life, Elmina's Kitchen, Scrooge – The Musical, The Night of the Iguana, A Few Good Men, A Man For All Seasons, Tommy, Tell Me on a Sunday, and This Is Elvis. Ha prodotto il remake londinese di Cabaret al Lyric Theatre nel settembre del 2006, con la partecipazione di attori del calibro di Anna Maxwell Martin, James Dreyfus e Sheila Hancock.
Kenwright ha spinto l'inizio di carriera di molti produttori teatrali oggi al West End theatre, inclusi Mark Rubinstein e Marc Sinden. Si è stimato che Kenwright abbia ingaggiato più impiegati in un anno che la BBC, colosso radiotelevisivo britannico.
Nel 2007 Kenwright fece il giudice in Any Dream Will Do, un famoso talent show britannico della BBC One.
Bill Kenwright è stato il presidente dell'Everton Football Club, squadra di calcio inglese militante nella Premier League, il massimo campionato nazionale. Già dirigente dal 1984, è succeduto nel 1999 a Philip Carter come presidente della società fino alla sua morte nel 2023.

## Filmografia

### Produttore

#### Cinema
- Non per sport... ma per amore (Don't Go Breaking My Heart), regia di Willi Patterson (1999)
- Zoe, regia di Deborah Attoinese (2001)
- Piccole bugie travestite (Die, Mommie, Die!), regia di Mark Rucker (2003)
- The Purifiers, regia di Richard Jobson (2004)
- Chéri, regia di Stephen Frears (2009)
- Broken - Una vita spezzata (Broken), regia di Rufus Norris (2012)
- The Hope Rooms, regia di Sam Yates - cortometraggio (2016)
- Another Mother's Son, regia di Christopher Menaul (2017)
- My Pure Land, regia di Sarmad Masud (2017)
- Burden, regia di Andrew Heckler (2018)
- Peripheral, regia di Paul Hyett (2018)
- The Fanatic, regia di Fred Durst (2019)
- Il critico - Crimini tra le righe (The Critic), regia di Anand Tucker (2023)

### Produttore esecutivo

#### Cinema
- A scuola di ballo (Stepping Out), regia di Lewis Gilbert (1991)
- I ragazzi di Clare (The Boys from County Clare), regia di John Irvin (2003)

## Principali produzioni teatrali

### Produzioni recenti ed in corso
- Blood Brother – Phoenix Theatre di Londra ed in tour nel Regno Unito.
- Cabaret – Savoy Theatre di Londra.
- Joseph and the Amazing Technicolor Dreamcoat – Adelphi Theatre di Londra.
- Joseph and the Amazing Technicolor Dreamcoat –Tour nazionale nel Regno Unito.
- The Wizard of Oz – London Palladium, Londra (2011).
- Jekyll and Hyde – Tour nazionale nel Regno Unito (2011).